# Матлин, Михаил Гершонович
Михаил Гершонович Матлин (2 сентября 1951, Ульяновск — 25 февраля 2024, там же) — российский фольклорист, этнограф, литературовед, педагог, поэт.

## Биография
Родился 2 сентября 1951 года в Ульяновске, где и прожил всю жизнь.
После службы в армии поступил историко-филологический факультет Ульяновского государственного педагогического института им. И. Н. Ульянова. Под руководством Маины Павловны Чередниковой в 1975 году впервые участвовал в фольклористической экспедиции, был руководителем одной из групп. Экспедиция положила начало систематического исследования Ульяновской области.
В 1978 году по окончании института начал работу в должности ассистента на кафедре литературы филологического факультета УГПИ.
В 1984 году защитил кандидатскую диссертацию «Проблемы поэтики А. Н. Островского и фольклор: 70-80-е годы» в Ленинградском государственном педагогическом институте им. А. И. Герцена. 2020 год — диссертация доктора филологических наук «Смех в русской народной свадьбе XIX — начала XXI вв.: типологический и функциональный аспекты», защита прошла в Институте мировой литературы им. А. М. Горького РАН. Диссертация была признана экспертным советом ВАКа одной из лучших за тот год.
На протяжении всей своей жизни активно проводил экспедиционные исследования, в том числе как организатор и руководитель студенческой практики.
В последние годы жизни М. Г. Матлин — профессор кафедры русского языка, литературы и журналистики Ульяновского государственного педагогического университета им. И. Н. Ульянова, научный сотрудник научно-образовательного центра «Традиционная культура и фольклор Ульяновского Поволжья» им. Д. Н. Садовникова, научный сотрудник Центра развития и сохранения фольклора (филиала Центра народной культуры Ульяновской области), член Совета по книгоизданию при правительстве Ульяновской области, участник комиссию по присуждению Международных литературных премий им. И. А. Гончарова и межрегиональной поэтической премии им. Н. Н. Благова и др. Заслуженный работник культуры Ульяновской области.
Разработал и провел более полутора десятков курсов по истории русской литературы XIX века, устному народному творчеству, истории русской литературной критики. При непосредственном участии М. Г. Матлина был создан литературный региональный компонент образования и написаны базовые учебные пособия по литературному краеведению для школ области, за которые он был награжден областной премией имени И. Н. Ульянова.
М. Г. Матлин умер 25 февраля 2024 года после продолжительной болезни. Похоронен на Северном кладбище Ульяновска.
Ректор УлГПУ И. Петрищев отметил в некрологе: «Без преувеличения, могу назвать Михаила Гершоновича главным учёным — фольклористом Средней Волги. Это тип учёного-исследователя, отдающего себя науке целиком и полностью. Нет в Поволжье сельского глубинного уголка, где не побывал бы профессор Матлин со своим студентами, собирая образцы национального фольклора, записывая обрядовые песни, произведения сказочной и былинной прозы, детского фольклора».
Губернатор Ульяновской области А. Русских распорядился увековечить память М. Г. Матлина.

## Научные исследования
В круг научных интересов М. Г. Матлина включены творчество И. А. Гончарова, русская поэзия, проза и драматургия второй половины XIX в. русский традиционный фольклор, фольклор и этнография современного города и села, визуальная антропология, а также многое другое.
Как этнограф-полевик Матлин внес большой вклад в исследование Ульяновской области. Значимым результатом полевых исследований стал двухтомный этнодиалектный словарь «Традиционная культура Ульяновского Присурья», написанный Матлиным в соавторстве с М. П. Чередниковой, их учениками, а также этнологами ИЭА РАН. Особое внимание уделялось сакральным пространствам, обрядности, особенно свадебной. В последние годы было проведено исследование устных рассказов о голоде 1941—1945 годов.
Помимо традиционной культуры, Матлин проявлял самый живой интерес к современности. Известны его работы о современной городской обрядности, придорожных мемориалах, современных формах фольклора, интернет-коммуникации.

## Личная жизнь
Жена — Светлана Ивановна Матлина — поэт, писатель, член Союза писателей России, лауреат многочисленных литературных премий.
Сын Александр Матлин (1973 г.р.), дочь Анисия Тарасова (Матлина) (1993 г.р.).